# Richard Boothroyd
Richard Boothroyd (nacido el 25 de noviembre de 1944) es un exjugador de críquet inglés. Boothroyd era un bateador diestro que boleaba a velocidad rápida-media . Nació en Huddersfield, Yorkshire .
Boothroyd debutó con Staffordshire en el Campeonato de Condados Menores de 1974 contra Northumberland . Boothroyd jugó para Staffordshire en los condados menores de cricket inglés y galés entre 1974 y 1980; participó en 27 partidos del campeonato de condados menores.  En 1975, debutó en la Lista A contra Leicestershire en la primera ronda de la Copa Gillette. Hizo otra aparición en la Lista A contra Essex en la Copa Gillette de 1976 .  En sus dos partidos de la Lista A, tomó un solo wicket a un costo de 82 carreras. 